# قتاد حبشي
السيف أو القتاد الحبشي نبات اسمه العلمي (باللاتينية: Astragalus abyssinicus Steud.ex A.Rich)، وهو نوع أعشاب حولية من جنس القتاد.